# Benetton
Benetton é uma empresa transnacional italiana de moda, com sede em Treviso. O nome vem dos quatro membros da Família Benetton que fundaram a companhia em 1965. As ações do grupo Benetton estão listadas na Borsa Italiana, na Frankfurter Wertpapierbörse e na New York Stock Exchange.

## História
A empresa tem suas origens no ano de 1955 quando Luciano Benetton, o primogênito da família, tinha ainda 20 anos de idade e trabalhava como vendedor em Treviso. Luciano percebeu que as pessoas queriam cores em suas vidas, em especial nas suas roupas. Vendeu a bicicleta de um de seus irmãos, comprou uma máquina de costura usada e passou a vender uma pequena coleção de suéteres às lojas na região do Vêneto. A boa recepção de suas peças o motivou a pedir ajuda a sua irmã Giuliana e seus dois irmãos, Gilberto e Carlo.
O património de Giuliana Benetton, em 2010, foi avaliado pela Forbes em 1,7 mil milhões de euros.
Em 1991 a Bennetton lançou uma campanha polêmica onde mostrava uma criança branca com aparência de anjo e uma criança negra com dois chifres, criticando os estereótipos na moda.
Em 2011 a empresa causou polêmica após divulgar fotos com presidentes se beijando, incluindo uma do Papa. O Vaticano se pronunciou relatando que fará medidas legais contra a Benetton, para evitar a distribuição da fotomontagem do papa Bento XVI beijando nos lábios Ahmed el-Tayeb, imã sunita da mesquita de Al-Azhar, no Cairo, feito pelo grupo Benetton.
De acordo com um estudo da Universidade de Yale, que analisa a saída de empresas estrangeiras do mercado russo, o grupo Benetton recebeu a pior nota, "F", o que indica que a empresa não tomou nenhuma medida para sair do mercado russo e continua operando lá com "negócios como de costume". Enquanto isso, a Changing Markets Foundation encontrou evidências de que o grupo Benetton utiliza petróleo russo para seus produtos de poliéster e é a única empresa investigada que faz ambas as coisas: utiliza petróleo russo em seus produtos e permanece no mercado russo.